# Дендрологічний парк Інституту зрошуваного землеробства НААН
Дендрологі́чний парк Інститу́ту зро́шуваного землеро́бства НААН (інша назва — Дендропарк Інституту землеробства Південного регіону) — парк-пам'ятка садово-паркового мистецтва місцевого значення в Україні. Розташований у селищі Наддніпрянське Херсонської області, на північний схід від міста Херсон. 
Площа 4,2 га. Землекористувачем є Інститут зрошуваного землеробства НААН. Колишня назва території — дендропарк Інституту землеробства Південного регіону. На базі дендрологічного парку проводяться дослідницькі та освітні роботи аспірантами та школярами.

## Історія
Статус присвоєно згідно з рішенням Херсонського облвиконкому від 22.04.1964 року № 238 (перезатверджено рішенням від 19.08.1983 року № 144/16). Територію було визнано парком-пам'яткою садово-паркового мистецтва місцевого значення згідно з рішенням № 651/24 Херсонського облвиконкому від 4 грудня 1975 року. 2014 року була відкрита пам'ятна стела на території природоохоронного об'єкту. Приводом для цього стало святкування 125-річчя з дня відкриття Інституту зрошуваного землеробства. Весною 2015 року на території дендропарку був проведений суботник.

## Опис
Дендрологічний парк був створений у регулярному ландшафтному стилі. При заснуванні його площа становила 5,6 гектарів, станом на XXI ст. вона зменшилась і дорівнює 4,2 гектарів. Частиною парку є головна алея, яку оточують хвойні дерева, та алеї, що розташовані перпендикулярно до основної. Ставок розміщений у північній частині дендропарку. На головній алеї розташований бюст академіку Д. М. Прянішнікову.

## Флора
На території дендрологічного парку зростало 90 видів чагарників та деревних рослин. Восени 2010 року було зафіксована наявність 75 видів. Серед них вид, що належить до Червоної книги України — береза дніпровська. Є 18 видів квітково-декоративних рослин. Поширення набули 23 види лишайників і ліхенофільних грибів та 46 видів дикоростучих судинних рослин. 
Лікарські рослини представлені календулою лікарською, ехінацеєю пурпурною, шавлією лікарською, лаконосом американським та конвалією травневою. Серед вічнозелених рослин виявлені ожина, магонія падуболиста, самшит вічнозелений та жимолость Джеральда. 
Зростають представники хвойних рослин: кедр атласький, кедр ліванський, ялівець віргинський, ялівець козацький, біота східна, ялина колюча форма голуба, сосна звичайна, кипарис аризонський, туя західна, тис ягідний, сосна кримська. Виявлені такі види листопадних рослин: клен цукровий, софора японська, липа серцелиста, бузок звичайний, юка нитчаста, платан східний, форзиція середня, барбарис звичайний, калина звичайна, дейція шершава, чубушник звичайний, лох сріблястий, таволга Вангуттова, робінія псевдоакація, гіркокаштан звичайний, бобовий анагіролистий, півонія деревовидна, бирючина звичайна, дуб звичайний, ясень звичайний «Плакучий», вейгела квітуча, таволга японська, дуб пірамідальний, кельреутерія метельчата. 
Представлені види рослин-ендеміків: вероніка лугова, береза дніпровська, ірис низький, очиток шестикутовий. Квіти, що зростають на території дендрологічного парку Інституту зрошуваного землеробства НААН, представлені однорічними, дворічними та багаторічними рослинами. Серед них: цинерарія приморська, гладіолус, хризантема, кохія, лілія, агератум, бальзамін, барвінок великий, юка нитчаста, сальвія квітуча, рудбекія гібридна, лаватера, рудбекія, геленіум, очиток їдкий, гібіскус трав'яний, целозія, іпомея, мирабеліс, аквілєгія, ірис гібридний, чорнобривці похилянні, айстра новобельгійська, карєопсіс, алісум скелястий, барвінок малий і сантоліна .